# Windows Journal
Windows Journal（ウィンドウズ・ジャーナル）は、タブレットPCを使って手書きで入力し、ノートを作成するソフトウェア。Windows XP Tablet PC Edition及び、Home Premium以上のWindows Vista、Windows 7、Windows 8/8.1に標準で付属された。Windows 10以降にはMicrosoft StoreにてUWPアプリの「Microsoft ジャーナル」が提供されている。

## 概要
Windowsに標準で付属するメモ帳などと違い、キーボードはほとんど使わず、ペンでノートを作成する。文字だけではなく、図や絵を書き込むこともできる。手書き文字はきれいに書いてあれば、テキストに変換することもできる。ただし、認識出来るのは手書き文字だけで、画像ファイルにある活字をテキストに変換するといったOCRソフトの代わりにはならない。また、プリンターの一覧に用意されている「Journal ノート ライタ」によって、印刷するのと同じ手順で多様なファイルやウェブページをエクスポートし、Journalで書き加えることができる。つまり、印刷できるものなら何でもエクスポートして手書きで追加入力できる。

## 比較
パソコン上でペンを使って作成するという特徴から、紙や一般のワープロソフトと比較すると、以下のような利点や欠点が挙げられる。
紙との比較
- ノートはファイルとして扱えるので、パソコン上で管理でき、電子メールで送ることもできる。
- 簡単に編集できる。
  - 書いた後でインクの位置を変更したり、削除することが簡単である。
  - インクの太さ、色なども大量に用意されていて、いつでも変更できる。
- 作成にはパソコンが必要なため、紙とペンに比べるとかさばり手軽ではない。

ワープロソフトとの比較
- 図や絵を簡単に描くことができる。
- 文字をひたすら入力する場合は遅い（ただし、Windows Journalでもキーボード入力は可能）。
- レイアウトは非常に自由にできる。
- 書類用などとしてきれいに入力することは困難。

なお、Microsoft Wordなど、ペンによる入力に対応したワープロソフトもある。

## JNTフォーマット
マイクロソフトは、独自の.JNTファイル形式の情報を公開していないため、他の開発者やソフトウェアベンダーが.JNTファイルを読み書きすることは困難である。したがって、他のプログラムではWindows Journalファイルをインポートできない。Windows Journalで作成されたファイルを直接利用するサードパーティアプリケーションは存在しない。.JNTファイルは、外部アプリケーションで使用できるように、Journal Reader Supplemental Componentを使用してXMLなどの他の形式に変換する必要がある。また、OneNoteへの変換ツールも提供されている。Microsoft ジャーナルではINKファイル(.ink)となり、ファイルの互換性はない。

## Windows Journal Viewer
マイクロソフトがリリースしたWindows Journal Viewerを使用すると、Tablet PCソフトウェアがなくてもWindows Journalノート(.JNTファイル)を表示することができた。Windows 2000、Windows XP、およびWindows Server 2003用にリリースされた最新バージョン1.5.2316.0は、2016年3月の時点では削除されている。

## 開発終了
2016年7月時点で、Windows Journalは登場以来目立った更新が行われていないものの、Windowsの新バージョンの開発にあたって互換性のテストが行われ、2016年5月にもセキュリティホールへのパッチが行われた。
Windows 10においてWindows JournalはJuly 2015リリースおよびNovember Updateで利用可能であるが、Anniversary Updateでは削除された。Windows 8.1およびWindows 7でも、KB3161102にてアプリケーションが削除された。削除後も個別のソフトウェアとして提供されており、インストールすることで再び利用可能となる。
そのほとんどの機能はOneNoteで利用可能であり、Windows 10に統合されている。OneNoteはJNTファイルをサポートしていないが、マイクロソフトはジャーナルファイルをOneNoteファイルに変換するツールを提供している。2021年からは、Microsoft ジャーナルが提供され更新されている。